# Nguyễn Thanh Thảo (cầu thủ bóng đá)
Nguyễn Thanh Thảo (sinh ngày 13 tháng 5 năm 1995) là một cầu thủ bóng đá Việt Nam hiện thi đấu ở vị trí hậu vệ cho câu lạc bộ Thành phố Hồ Chí Minh tại Giải bóng đá vô địch quốc gia Việt Nam

## Sự nghiệp

### Becamex Binh Duong
Sau khi gia nhập câu lạc bộ vào năm 2017, anh đã có trận ra mắt giải đấu vào ngày 19 tháng 11 năm 2017 trong chiến thắng 4-0 trước Long An.

## Danh hiệu
Becamex Bình Dương
- Cúp Quốc gia: Vô địch mùa giải 2018; Á quân mùa giải 2017
- Siêu cúp bóng đá Việt Nam: Á quân mùa giải 2019